# Оглаго, Себахаттин
Себахаттин Оглаго (тур. Sebahattin Oğlago, 25 июня 1984, Муш, Турция) — турецкий лыжник, член сборной страны по лыжному спорту, участник Зимних Олимпийских игр 2002, 2006 и 2010.
Себахаттин родился в многодетной семье, в которой было 14 детей. С 11 лет он вместе с четырьмя своими братьями занимался борьбой, но через два года перешёл в лыжный спорт.

## Спортивная карьера
В 1999 и 2000 годах Себахаттин становился чемпионом Турции по лыжным гонкам среди юниоров. В 2001 году включен в сборную страны.
Принимал участие в чемпионатах мира среди юниоров 2003, 2004, взрослых чемпионатах мира 2003, 2005, 2007, 2009. Лучшее достижение — 54 место в гонке на 30 км в 2007 году.
На этапах Кубка мира Себахаттин дебютировал в марте 2004 года, лучший результат на этапах Кубка — 66 место.
Себахаттин Оглаго выиграл 4 этапа Балканского кубка и 5 гонок FIS. стал чемпионом Балкан 2003 года.

## Олимпийские игры
На Олипмиаде-2006 Себахаттин занял 60 место в спринте, в гонке на 30 км не финишировал.
На Олипмиаде-2006 занял 65 место в гонке преследования на 30 км, 55 место в гонке на 15 км, 22 место в командном и 67 место в индивидуальном спринте. В гонке на 50 км не финишировал.
На Олимпиаде-2010 в Ванкувере Себахаттин Оглаго принял участие только в гонке на 15 км свободным стилем и занял 77 место.